# Nirad Chandra Chaudhuri
Nirad Chandra Chaudhuri CBE (häufig Nirad C. Chaudhuri; bengalisch নীরদ চন্দ্র চৌধুরী, Nīrad Candra Caudhurī; * 23. November 1897 in Kishoreganj, Britisch-Indien; † 1. August 1999 in Oxford, England) war ein bengalischer Schriftsteller, Historiker und Kulturwissenschaftler.

## Leben
Nirad Chandra Chaudhuri wurde als zweites von acht Kindern des Rechtsanwalts Upendra Narayan Chaudhuri (1867–1934) und dessen Frau Sushila Sundarani Chaudhurani geboren. Er studierte an der University of Calcutta und begann, über politische und kulturelle Themen zu schreiben. Er war persönlicher Sekretär von Sarat Chandra Bose, dem Bruder des indischen Nationalistenführers Subhash Chandra Bose und Aktivisten der Unabhängigkeitsbewegung. Aus der persönlichen Erfahrung mit indischen Politikern verschiedener Strömungen entwickelte er eine skeptische Haltung zu nationalistischen Bestrebungen. Neben seiner Tätigkeit für Bose schrieb er weiter für Zeitungen und Zeitschriften. Seit 1941 war er regelmäßiger politischer Kommentator für das All India Radio.

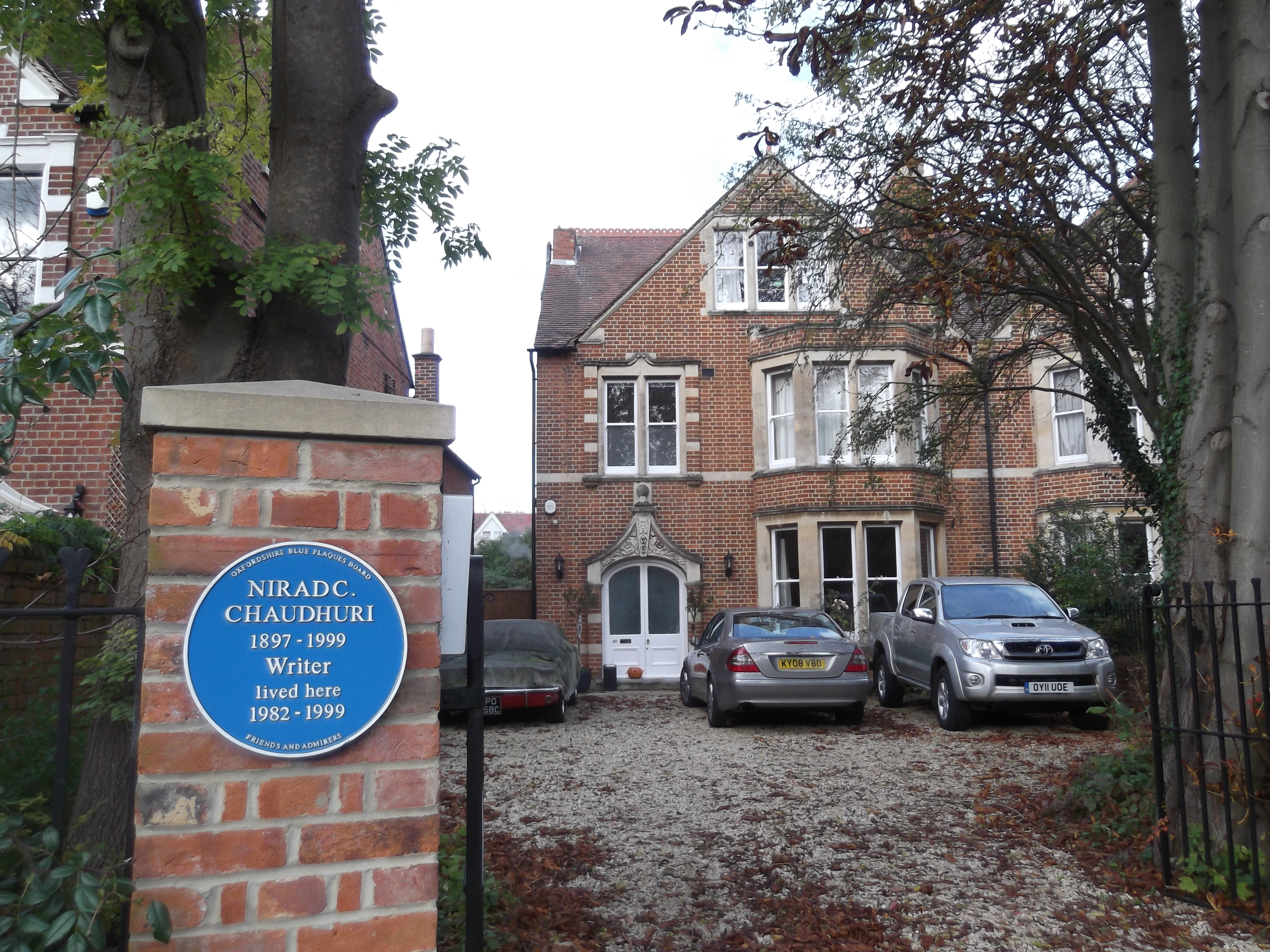
Chaudhuris Wohnhaus in Oxford

Im Jahr 1951 erschien sein Buch The Autobiography of an Unknown Indian, in dem er sich mit der indischen Geschichte und Kultur unter britischer Herrschaft auseinandersetzte. Seine positive Haltung zum British Commonwealth sorgte damals, kurz nach der Unabhängigkeit Indiens, für Kontroversen. Später wurde das Buch jedoch als wichtiger Beitrag zur klassischen indischen Literatur gezählt. Als Verehrer der westlichen Kultur reiste er 1955 erstmals nach Großbritannien und verarbeitete diese Erfahrung in seinem Buch A Passage to England. Im Jahr 1970 ließ er sich endgültig in Oxford nieder, wo er von 1982 bis zu seinem Lebensende in der Lathbury Road wohnte.
Für sein 1965 erschienenes Buch The Continent of Circe erhielt er im Folgejahr den Duff Cooper Prize. 1990 verlieh ihm die University of Oxford die Ehrendoktorwürde; zwei Jahre später wurde er zum Commander des Order of the British Empire ernannt. Er war Fellow der Royal Literary Society. Bis ins hohe Alter blieb Nirad Chandra Chaudhuri literarisch aktiv und veröffentlichte noch in seinem hundertsten Lebensjahr mit Three Horsemen of the New Apocalypse einen Rückblick auf das 20. Jahrhundert.

## Werke (Auswahl)
- 1951: The Autobiography of an Unknown Indian
- 1959: A Passage to England
- 1965: The Continent of Circe
- 1967: The Intellectual in India
- 1971: To Live or Not to Live
- 1974: Scholar Extraordinary, The Life of Professor the Right Honourable Friedrich Max Muller
- 1975: Clive of India
- 1976: Culture in the Vanity Bag
- 1979: Hinduism: A Religion to Live by
- 1987: Thy Hand, Great Anarch!
- 1997: Three Horsemen of the New Apocalypse